# Maximina Uepa
Maximina Uepa, née le 22 septembre 2002, est une haltérophile nauruane.

## Biographie
Lors des Jeux du Commonwealth de 2022, Maximina Uepa remporte une médaille de bronze dans la catégorie des moins de 76 kg et dédie sa médaille à Reanna Solomon, décédée au Covid-19 quelques semaines plus tôt.